# Miguel Álvarez-Fernández
Miguel Álvarez-Fernández (Madrid 22 de enero de 1979) es un artista sonoro español, compositor, musicólogo, comisario de proyectos de arte sonoro, ensayista, director de cine y productor musical. Desde 2008 dirige y presenta cada viernes noche el mítico programa radiofónico Ars Sonora, en Radio Clásica de Radio Nacional de España.   

## Biografía
Comenzó sus estudios de piano y composición en el conservatorio de San Lorenzo de El Escorial en 1988. Simultáneamente realizó sus estudios generales en el colegio e instituto públicos de Torrelodones, donde recibió clases de, entre otros profesores, el filósofo José Luis Pardo. Obtuvo su licenciatura en Derecho por la Universidad Complutense de Madrid en 2002, año en el que recibe una beca de creación en la Residencia de Estudiantes, donde vivió durante tres años. Allí coincidió con otros becarios como los escritores Mercedes Cebrián, Sandra Santana, Miriam Reyes, Carmen Jodra, Chus Fernández, Mariano Peyrou y Andrés Barba, o las artistas visuales Beatriz Barral e Irma Álvarez-Laviada, junto a numerosos científicos y humanistas.
En el año 2000 asiste a los Cursos de Verano de Darmstadt, y el año siguiente vuelve a Alemania para participar en el curso de composición dirigido por Karlheinz Stockhausen en Kürten. Los contactos con la música electroacústica, iniciados por Eduardo Armenteros en el laboratorio del conservatorio de El Escorial, y desarrollados entre 1997 y 2001 a través del trabajo como traductor, redactor y articulista de revistas como Future Music o The Mix, conducen a las primeras composiciones electrónicas (como la serie "Estudios sobre armónicos", o la polifonía de obras integrada por "Glissandi", "Némesis" y "Oscilaciones"). También en esos años desarrolla sus primeras composiciones instrumentales, como "Ese seis no es un seis... es un cero apuntando al infinito" (para flauta, clarinete, piano, violín, violonchelo y electrónica en vivo), que recibe el premio de la Comunidad de Madrid.
A partir de 1999 realiza estudios de canto gregoriano en la Abadía benedictina de la Santa Cruz del Valle de los Caídos. Poco después también comienza a impartir allí clases de lenguaje y tecnología musical a los niños que forman parte de la escolanía del Valle de los Caídos, labor que continuará hasta 2002. El estudio del canto gregoriano propicia un interés en el fenómeno de la voz humana que inmediatamente se conecta con la experiencia del trabajo con medios electroacústicos, generándose así una línea de trabajo compositivo y académico que seguirá desarrollándose en los años siguientes. En 2003, y como proyecto auspiciado por la Residencia de Estudiantes, tanto allí como en el Museo Reina Sofía se presenta la composición "Las plagas", para recitadora y electrónica en vivo, realizada en colaboración con Gregorio G. Karman y la poeta Sandra Santana, autora de los textos (extraídos de su libro "Marcha por el desierto") y recitadora en ambos conciertos.
Dentro del XII Festival Punto de Encuentro, en 2003, trabaja como asistente del compositor Alvin Lucier en las instalaciones sonoras presentadas en Madrid y Albacete y como traductor de sus conferencias en ambas ciudades. Este contacto con Lucier transformará las concepciones musicales de Álvarez-Fernández. El trabajo como comisario y organizador de eventos musicales, que ese mismo año sigue desarrollando con el proyecto "Un círculo de música" para la editorial Círculo de Lectores, continuará entre 2004 y 2005 con el proyecto de arte público-sonoro "Itinerarios del sonido" (que comisaría en colaboración con María Bella), y en 2007 con el programa de talleres y el concierto de música electroacústica "Sonido Abierto", celebrado en la Universidad Técnica de Berlín y el Instituto Cervantes de esa misma ciudad, en el contexto de la Linux Audio Conference 2007.
En 2004 comienza a colaborar con el Departamento de Historia del Arte y Musicología de la Universidad de Oviedo, donde ha impartido las asignaturas "Últimas tendencias de la música" e "Historia de la música IV (música contemporánea)". En 2005 traslada su residencia a Berlín, para trabajar como compositor invitado en el Estudio de Música Electrónica de la Universidad Técnica de Berlín, institución en la que imparte clases desde 2007.
Desde 2005 forma, junto a Stefan Kersten y Asia Piascik, el grupo "DissoNoiSex", dedicado a explorar estéticamente las relaciones entre la sexualidad y la música, a través de instalaciones sonoras como "Soundanism" ("Sonanismo") o "Repressound".

## Obra
Su trabajo como artista sonoro y compositor se ha presentado en España, Francia, Italia, Alemania, Dinamarca, Suecia, Macedonia, Serbia, Lituania, Rusia y los Estados Unidos.
Ha desarrollado su trabajo como compositor en diversos centros y laboratorios españoles (LIEM/CDMC, Medialab Madrid, GME de Cuenca) y, desde 2005, trabaja como compositor invitado en el Estudio de Música Electrónica de la Universidad Técnica de Berlín, donde imparte clases desde 2007.
En 2004 obtiene el Diploma de Estudios Avanzados en el Departamento de Historia del Arte y Musicología de la Universidad de Oviedo, tras finalizar la investigación "Voz y música electroacústica: una propuesta metodológica", que analiza ciertas conexiones entre la estética musical de los nuevos medios y la filosofía del lenguaje. Ese año comienza a impartir clases en ese mismo departamento, mientras inicia la preparación de una tesis doctoral que desarrolla la investigación estética sobre la voz y la tecnología. Paralelamente, sus investigaciones teóricas se han difundido internacionalmente en múltiples conferencias, congresos y publicaciones.
También trabaja como organizador y comisario de proyectos artísticos, como Itinerarios del sonido, celebrado en diversos espacios públicos de Madrid durante 2005. En 2007, Álvarez-Fernández comisarió en Berlín el Festival "Offener Klang / Sonido Abierto", como parte de la "Linux Audio Conference", con conciertos y talleres celebrados en la Universidad Técnica de Berlín y la sede del Instituto Cervantes de Berlín. En abril de 2011, junto con Chema de Francisco y Rubén Gutiérrez del Castillo, comisarió el Festival "SON", que presentó por primera vez en el Auditorio Nacional de Música de Madrid a las últimas generaciones de artistas sonoros del estado español, a través de un ciclo de conciertos, performances e instalaciones sonoras. En 2011 y 2012 comisarió, junto con Anne-Françoise Raskin, las dos primeras ediciones de "Sound-In", sección dedicada al arte sonoro y las músicas experimentales dentro de la Feria de Arte Múltiple Estampa.
Álvarez-Férnández ha desarrollado diferentes proyectos de composición electroacústica para cine, entre los que destaca la elaboración, en 2007, de la banda sonora de la película A Via Láctea, dirigida por Lina Chamie, y presentada en el Festival de Cannes y el Festival de San Sebastián, entre otros.
Desde 2008 dirige y presenta el programa radiofónico semanal Ars Sonora, dedicado al arte sonoro, la música electroacústica y la creación experimental en Radio Clásica de Radio Nacional de España.
En 2011, Miguel Álvarez-Fernández recibió el IV Premio Cura Castillejo, concedido en el marco del Festival "Nits de Deshielo i Art", organizado en Valencia por Llorenç Barber (los tres premiados en las ediciones anteriores de este galardón habían sido, respectivamente, Francisco López, Fátima Miranda y el artista pionero en el ámbito de las instalaciones sonora e interactivas Luis Lugán).
En 2012 fue uno de los impulsores del "Grado en Creación Musical" de la Universidad Europea de Madrid, en el que impartió, hasta 2018, las asignaturas "Creación de Música Electrónica y Electroacústica", "Creación musical II", "Pensamiento Musical y Tendencias Contemporáneas" y "Pensamiento Artístico Contemporáneo".
En 2015 dirigió, en colaboración con Luis Deltell, el largometraje documental "No escribiré arte con mayúscula", dedicado a la vida y obra del pionero del arte conceptual en España Isidoro Valcárcel Medina, y estrenado en el Festival Punto de Vista de Pamplona.
En la temporada 2017/2018 dirigió y presentó el programa radiofónico semanal "La tertulia de Radio Clásica".

## Catálogo de obras
Estudios sobre armónicos (1999 - ). Serie abierta de piezas electroacústicas para dos altavoces.
Tríptico (2001). Obra de concierto para dos altavoces y sistema de interpretación simultánea.
Ese seis no es un seis... es un cero apuntando al infinito (2001). Obra de concierto para flauta, clarinete, piano, violín, violonchelo y electrónica en vivo.
Glissandi-Némesis-Oscilaciones (2001-2002). Polifonía de obras para un número variable de altavoces (de 1 a 6).
Las plagas (2002-2003). Obra de concierto para recitadora, electrónica en vivo y cuatro altavoces, realizada en colaboración con Gregorio G. Karman y Sandra Santana.
Voyelles (2004). Obra radiofónica realizada en colaboración con Sandra Santana, producida por José IgesRepresentación (2005). Obra de concierto -exploración acústica- para tubista, actor, electrónica en vivo, iluminadores y dos altavoces.
Recital (Es el verbo tan frágil) (2005). Performance realizada en colaboración con Sandra Santana.
Sonanismo (Soundanism) (2006). Instalación sonora interactiva realizada en colaboración con Stefan Kersten y Asia Piascik (DissoNoiSex).
Archivo de resonancias (2006). Instalación sonora interactiva realizada en colaboración con Sandra Santana.
A Via Láctea (2007). Música para la película de Lina Chamie, estrenada en la Semaine Internationale de la Critique del Festival de Cannes 2007.
Ricercare (2007). Instalación sonora interactiva realizada en colaboración con Stefan Kersten e Iftah Gabbai.
Repressound (2007). Instalación sonora interactiva realizada en colaboración con Stefan Kersten y Asia Piascik (DissoNoiSex).
Music for three solo performers (2007). Concierto-performance realizado en colaboración con Stefan Kersten y Asia Piascik (DissoNoiSex.

## Publicaciones
Dialnet ofrece un extenso catálogo de sus publicaciones, tanto de artículos en revistas especializadas, como libros. 
Argot  de Concha Jerez, José Iges, Instituto Cervantes, 2009.  ISBN 978-84-92632-05-3
Músicas de buen ver: AA, Antic Ajuntament de Tarragona, Llorenç Barber, Miguel Álvarez Fernández, Tarragona, Àrea de Cultura del Ayuntamiento de Tarragona, 2008.  ISBN 978-84-935674-4-6
En 2020 publica el libro Luis de Pablo: Inventario, un volumen que recoge las conversaciones mantenidas por los dos compositores en durante varios años.   ISBN 978-84-947072-8-5
En 2021 la editorial bilbaína Consonni publica su ensayo "La radio ante el micrófono: voz, erotismo y sociedad de masas", que recopila las teorías sobre el medio radiofónico desarrolladas por el autor. ISBN 978-84-16205-67-7